# USS Abner Read (DD-526)
Lo USS Abner Read (hull classification symbol DD-526) fu un cacciatorpediniere della United States Navy, entrato in servizio nel febbraio 1943 come parte della classe Fletcher.
Attiva durante la seconda guerra mondiale nel teatro bellico dell'oceano Pacifico, l'unità servì nel corso della campagna delle isole Aleutine e poi della campagna della Nuova Guinea. Il 1º novembre 1944, mentre operava nel Golfo di Leyte in appoggio alle prime fasi della riconquista statunitense delle Filippine, il cacciatorpediniere finì sotto l'attacco di una formazione di velivoli giapponesi, venendo centrato e affondato da un apparecchio kamikaze.

## Storia

### Entrata in servizio e campagna delle Aleutine

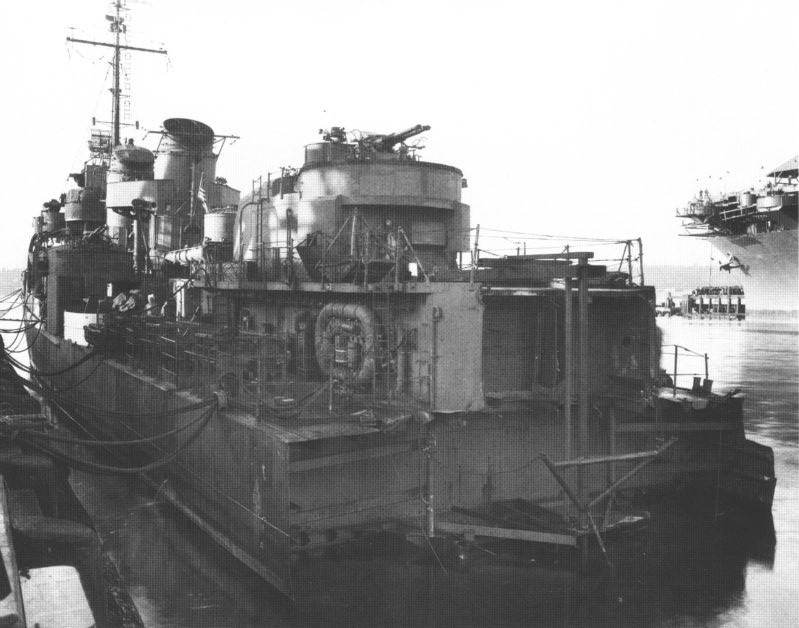
L'Abner Read a Puget Sound nell'ottobre 1943, privo della poppa staccata dall'esplosione della mina del 18 agosto

Impostata il 30 ottobre 1941 nei cantieri della Bethlehem Shipbuilding Corporation di San Francisco, la nave venne varata il 18 agosto 1942 con il nome di Abner Read in onore dell'omonimo ufficiale della US Navy distintosi nella guerra di secessione americana. La nave entrò quindi ufficialmente in servizio il 5 febbraio 1943, svolgendo manovre di messa a punto nella zona della Baia di San Francisco per poi trasferirsi a San Diego il 27 febbraio, da cui svolse ulteriori sortite per crociere di addestramento fino ad aprile. Assegnato al Task Group (TG) 51.2, l'Abner Read fu inviato a operare nella zona delle isole Aleutine all'inizio di maggio: dopo alcuni pattugliamenti, l'11 maggio il cacciatorpediniere supportò con il fuoco dei suoi cannoni lo sbarco dei reparti statunitensi sull'isola di Attu, rimanendo in zona fino al 16 maggio quando rientrò a San Francisco per sottoporsi a lavori di messa a punto.
Tornato in mare il 14 giugno 1943 l'Abner Read diresse nuovamente per le Aleutine, dove si unì alla Task Force (TF) 16 impegnata a mantenere il blocco attorno all'isola di Kiska, ancora occupata dai giapponesi; il 22 luglio, e poi ancora tra il 12 e il 15 agosto, il cacciatorpediniere partecipò ai bombardamenti navali di Kiska in preparazione dello sbarco dei reparti statunitensi, sbarco poi portato a termine il 17 agosto: la guarnigione giapponese era tuttavia riuscita a evacuare con successo, e l'isola fu trovata deserta. Quello stesso 17 agosto l'Abner Read fu schierato a protezione della flotta intenta a sbarcare a Kiska, in funzione anti-sommergibili; nelle prime ore del 18 agosto, muovendo tra banchi intermittenti di nebbia poco lontano dalla costa di Kiska, il cacciatorpediniere urtò una mina giapponese alla deriva: l'esplosione staccò di netto la sezione di poppa dello scafo, che affondò. Assistito dopo pochi minuti dal sopraggiunto cacciatorpediniere USS Bancroft, l'immobilizzato Abner Read riuscì a evitare di finire contro la rocciosa costa di Kiska finché non venne preso a rimorchio, alcune ore dopo, dal rimorchiatore USS Ute giunto in soccorso, che lo trainò al sicuro ad Adak; molti uomini dell'equipaggio del cacciatorpediniere erano stati sbalzati in acqua, e il conteggio finale rivelò un totale di 71 morti e dispersi nell'incidente oltre a ulteriori 47 marinai feriti nello scoppio o intossicati dai fumi chimici degli impianti fumogeni, spaccatisi nell'esplosione.
Dopo aver sbarcato i feriti e le munizioni di bordo ad Adak, il 1º settembre l'Abner Read fu trainato dal rimorchiatore oceanico USS Tatnuck ad Atka, una tappa intermedia prima di arrivare, il 6 settembre, nel porto di Dutch Harbor dove fu messo in secca nel bacino galleggiante ARD-6 per permettere ai tecnici di ispezionare la carena della nave. Riportato in acqua il 14 settembre dopo aver superato l'ispezione, il cacciatorpediniere prese il mare il 16 settembre al traino del rimorchiatore oceanico USS Oriole, dirigendo via Kodiak e Fox Island fino al porto di Sitka dove gettò l'ancora il 25 settembre. Dopo una sosta, il cacciatorpediniere e il suo rimorchiatore ripresero il mare il 29 settembre, scendendo lungo la costa della Columbia Britannica fino ad arrivare, il 6 ottobre, a Bremerton nello Stato di Washington dove l'Abner Read poté essere finalmente messo in cantiere per le riparazioni nei bacini del Puget Sound Naval Shipyard.

### Campagna di Nuova Guinea
La ricostruzione della poppa, le altre riparazioni e le manovre di messa a punto furono terminate il 15 dicembre 1943, quando il cacciatorpediniere prese il mare per dirigere a San Francisco. Dopo un periodo di manovre di addestramento al largo delle coste della California, il 1º febbraio 1944 l'Abner Read lasciò San Francisco in compagnia dei cacciatorpediniere USS Taylor e USS Tingey per dirigere alla volta delle Hawaii, arrivando alla base di Pearl Harbor il 6 febbraio; il 10 febbraio il cacciatorpediniere riprese il mare per dirigere alla volta delle isole Marshall, raggiungendo la base di Kwajalein il 20 febbraio dove entrò in forza alla Task Force 76. Assegnato alle operazioni in corso nel teatro del Pacifico sud-occidentale, il 25 febbraio l'Abner Read raggiunse Guadalcanal nelle isole Salomone e quindi la base alleata di Milne Bay in Nuova Guinea il giorno successivo; salpato il 28 febbraio per dirigere verso nord lungo la costa della Provincia di Oro, all'altezza della cittadina di Buna il cacciatorpediniere riportò danni alle eliche e ai motori dopo aver urtato un bassofondo, dovendo tornare il 1º marzo a Milne Bay per sottoporsi a riparazioni con l'assistenza del bacino galleggiante ARD-9.
Tornato operativo l'8 aprile 1944, l'Abner Read fu riassegnato alla Task Force 75 come nave ammiraglia della Destroyer Division 48 (DesDiv 48) per operare nell'ambito degli scontri della campagna della Nuova Guinea occidentale. Il 22 aprile il cacciatorpediniere supportò con i suoi cannoni lo sbarco dei reparti statunitensi a Hollandia sulla costa nord-occidentale della Nuova Guinea, mentre il 30 aprile seguente partecipò al bombardamento dal mare della base aerea giapponese di Wakde più a ovest; il 12 maggio l'Abner Read bombardò con i suoi grossi calibri le postazioni giapponesi nei dintorni di Wewak, per poi supportare uno sbarco di reparti statunitensi ad Arara il giorno seguente. Alla fine di maggio il cacciatorpediniere prese parte agli scontri della battaglia di Biak, supportando i reparti sbarcati a terra e partecipando anche, nella notte tra l'8 e il 9 giugno, a un fugace incontro notturno con una formazione navale giapponese; nella notte tra il 18 e il 19 giugno l'Abner Read bombardò nuovamente Wewak, mentre il 2 luglio appoggiò l'assalto all'isola di Noemfoor da parte dei reparti statunitensi. Il cacciatorpediniere fu quindi distaccato dal teatro bellico e l'8 agosto raggiunse Sydney in Australia per un periodo di riposo. Tornato in zona di operazioni, il 15 settembre l'Abner Read supportò gli sbarchi statunitensi sull'isola di Morotai nelle Molucche, per poi bombardare l'isola di Ponam nelle Isole dell'Ammiragliato il 7 ottobre seguente.

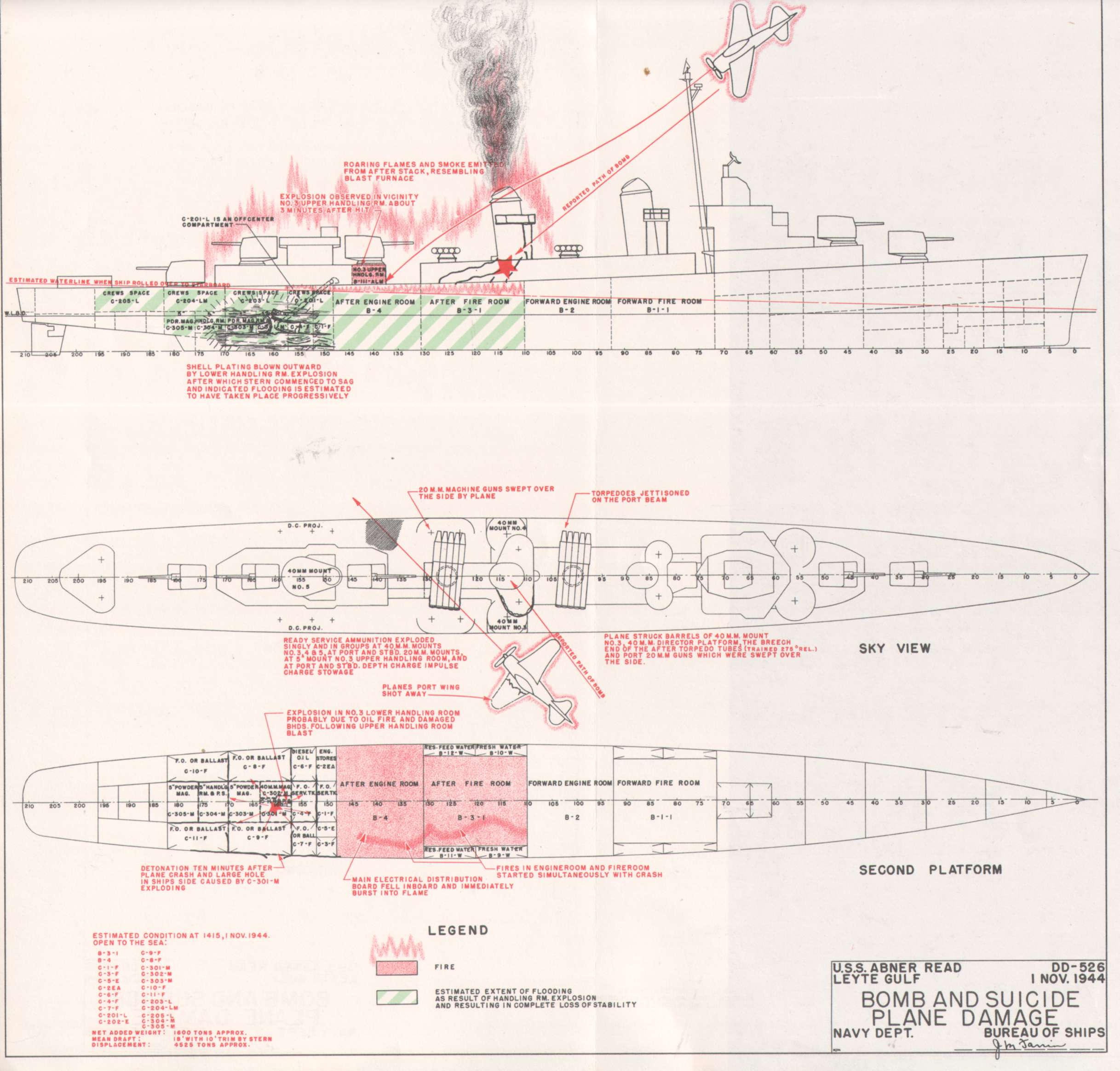
Schema illustrante l'impatto del kamikaze che il 1º novembre 1944 causò l'affondamento dell'Abner Read

### L'affondamento
Riassegnato alle operazioni belliche in corso nelle Filippine, il 20 ottobre il cacciatorpediniere supportò lo sbarco dei reparti statunitensi a Leyte, per poi pattugliare nei giorni seguenti le acque davanti alla testa di ponte allestita sull'isola. Parte del TG 77.1, il 1º novembre l'Abner Read era impegnato a pattugliare la parte meridionale del golfo di Leyte quando,  intorno alle 13:41, finì sotto l'attacco di una formazione di velivoli giapponesi: agendo come un kamikaze, un bombardiere Aichi D3A si lanciò contro il cacciatorpediniere schiantandosi diagonalmente dal lato di dritta sul ponte principale, appiccando il fuoco a tutta la sezione di poppa della nave; la bomba trasportata dal velivolo, sganciata poco prima dello schianto, penetrò uno dei fumaioli ed esplose nella sala macchine di poppa, causando un'immediata perdita di pressione agli impianti dell'unità che rese impossibile contenere gli incendi a bordo.
Alle 13:52 una violenta esplosione scosse l'Abner Read, facendo accusare allo scafo uno sbandamento di 10° dal lato di dritta; la nave iniziò rapidamente ad affondare di poppa, e alle 14:15 si capovolse per poi scomparire sott'acqua intorno alle 14:30 nella posizione 10° 47' N, 125° 22' E. Varie unità statunitensi accorsero prontamente sul luogo del disastro, consentendo il salvataggio di buona parte dell'equipaggio dell'Abner Read; le perdite umane furono comunque gravi, con un totale di 24 morti e 54 feriti nei ranghi dell'equipaggio.